# Godsted
Godsted er en landsby på den centrale del af Lolland. Landsbyen ligger i Guldborgsund Kommune og tilhører Region Sjælland.
Godsted omtales første gang i kilderne i 1415. Navnet kommer antagelig af mandsnavnet Goth + endelsen sted, altså "Goths sted". Navne med endelsen sted antages at være fra før år 800. 
Godsted ligger i udkanten af Naturpark Maribosøerne. Den er i dag ellers en meget beskeden by, men har i Middelalderen haft større vigtighed med både kirke, en hovedgård (Ulriksdal) og resterne af en middelalderlig borg. Borgen Ålevad var det lokale holdepunkt for biskoppen af Odense, der havde mange ejendomme på Lolland. Lidt nord for byen ligger 
Højene, der er en stor samling grave fra Bronzealderen.
Godsted by vandt i 2021 P4 prisen, som
Årets juleby, byen var oppe imod Skælskør og Nakskov.
Hvert år kommer mange til Godsted, for at se juleudsmykningen på Godstedlund, som i dag virker som hotel og konferencested.
Bygningen er fra 1920 og fungerede frem til oktober 1960, som landsbyskole.

På vejen mod Engestofte, den nuværende Røgbøllevej, blev skytte Ludvig Hansen i 1916 myrdet af krybskytten Vilhelm Been. På stedet er siden opsat en mindesten.

## Overblik
- før 1855: skole
- 1920: ny skole
- før 1923: købmandshandel

## Administrativt/kirkeligt tilhørsforhold

### Tidligere
- Musse Herred, Ålholm Len, Ålholm Amt, Maribo Amt, Storstrøms Amt, Nysted Kommune
- Fyens Stift

### Nuværende
- Region Sjælland, Guldborgsund Kommune
- Lolland-Falsters Stift, Lolland Østre Provsti, Godsted Sogn

## Galleri
- Kirken
- Ålevad voldsted
- Herregården Ulriksdal